# Ivan Žnidarčič
Ivan Žnidarčič, slovenski risar, slikar, šolnik, * 30. december 1876, Gorica, † 15. december 1960, Ljubljana.

## Življenje in delo
V rojstnem mestu je obiskoval deško vadnico (1887–1894) in realko (1894-1895), nato dva semestra tehniške visoke šole (inženirski oddelek) na Dunaju (1895) ter se  do 1897 je zaposlil pri državnem  kmetijsko-kemičnem preizkuševališču v Gorici kot risar in fotograf. Po vojaščini je marca 1899 postal aspirant, nato asistent oziroma uslužbenec pri Južni železnici, kjer je opravil telegrafsko–prometni in transportni izpit. Zaradi širjenja ruske socialne literature so ga septembra 1902 odpustili. V šolskem letu 1902/1903 je študiral na slikarski šoli na Dunaju, nato prerisoval mikroskopske  preparate za madžarski Inspectorat royal pour le développement de l'industrie séricicole v Szegzardu. V letih 1904–1907 je obiskoval umetnostno-obrtno šolo v Pragi; izpit za pouk prostorskega risanja na nemških in čeških šolah je opravil 1914 v Pragi, profesorski izpit za geometrijsko in prostorsko risanje pa 1921 v Zagrebu. Leta 1908 je postal risarski asistent in 1910 suplent na višji realki v Gorici in hkrati učil tudi na učiteljišču. Od oktobra 1918 je učil prostorsko in geometrijsko risanje, opisno geometrijo, oblikoslovje in zgodovino plastike na Tehniški srednji šoli v Ljubljani in se septembra 1948 upokojil, a v šolskem letu 1950/1951 še honorarno učil. Za uspešnost pri pouku je bil 1938 odlikovan z redom Svetega Save 4. razreda.
Napisal je več šolskih priročnikov, med drugim tudi: Učbenik za pouk geometrijskega risanja na obrtnih šolah umetniške smeri (1938), Kotirana projekcija (1949), Elementarne planimetrijske in tehnične konstrukcije (1950), Linearna perspektiva (1950), Strešne izvedbe (1950) in druge.  V slovensko umetniško življenje se ni vključil, čeprav je veliko slikal, največ v olju; številne pretežno pokrajinske slike hranijo sorodniki in prijatelji. Rad je tudi fotografiral, zlasti gorske pokrajine.